# L'Hôte (Tchekhov)
L’Hôte (en russe :  Gost) est une nouvelle d’Anton Tchekhov, parue en 1885.

## Historique
L’Hôte est initialement publié dans la revue russe Le Journal de Pétersbourg, no 212, du 5 août 1885, sous le pseudonyme A.Tchekhonte. Aussi traduit en français sous le titre Le Visiteur.   

## Résumé
C’est le soir, et Zelterski a sommeil. Tout le monde est allé se coucher dans la maison, mais lui est obligé de rester par politesse pour écouter les histoires que son voisin, le colonel Peregarine, est venu lui raconter après le souper.
Zelterski fait des allusions de plus en plus précises sur son besoin de sommeil, sur l’heure tardive ou que normalement à minuit il est déjà couché, rien n’y fait : le colonel a fait la sieste et il est en pleine forme.
À minuit et demi, il prévient qu’il est probable qu’il ait attrapé la diphtérie aujourd’hui. Le colonel est certain que les maladies n’auront pas sa vieille carcasse. À une heure du matin, il invente une crise de delirium, puis il lui fait la lecture pendant une heure d’un roman particulièrement rasoir qu’il avait écrit étant jeune. Rien.
À deux heures du matin, une dernière idée, il veut lui emprunter cent roubles. Aussitôt dit, voilà que le colonel met sa casquette et quitte précipitamment la maison de Zelterski.
Enfin, il va pouvoir aller se coucher. 

## Édition française
- Le Visiteur, dans Œuvre de A.Tchekhov 1885, traduit par Madeleine Durand et Edouard Parayre, Les Editeurs Français Réunis, 1955, numéro d’éditeur 431.